# Grob G 850

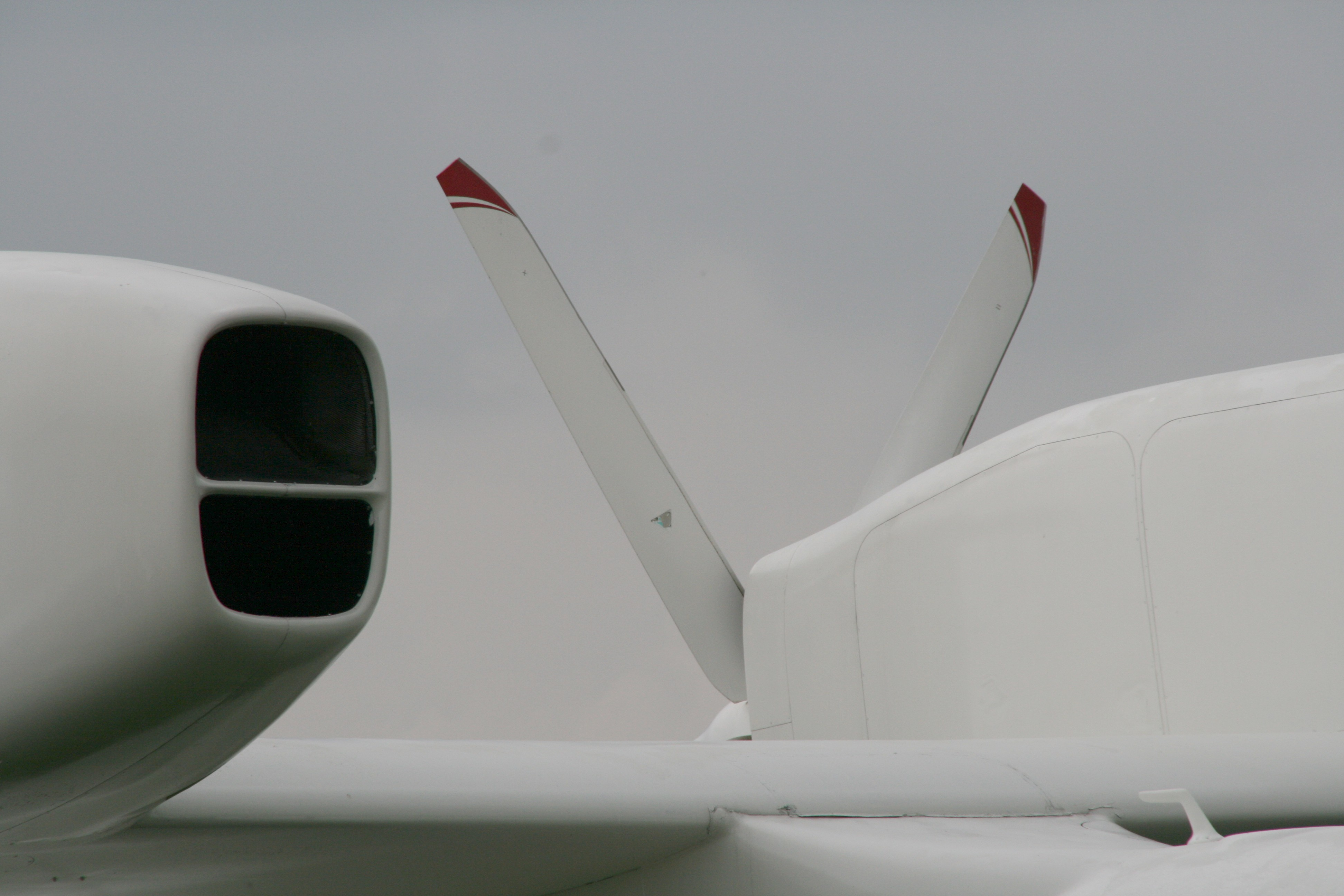
Detailaufnahme Strato 2C

Die Grob G 850 Strato 2C war ein Höhenforschungsflugzeug, das die Grob Aircraft AG im Auftrag des DLR mit Mitteln des BMFT zur Erforschung der Stratosphäre baute. Sie ist das größte rein in CFK gefertigte Flugzeug der Welt.

## Geschichte
Die Strato 2C oder Grob G 850 war der Nachfolger der Grob G 520 Egrett oder Strato 1, die ebenfalls mit Geldern des BMFT finanziert worden war und denselben Einsatzzweck hatte. Das waren insbesondere die Erforschung der Ozonschicht und des Klimas. Die Entwicklungskosten wurden ursprünglich auf grob 60 Millionen Mark geschätzt. Das Flugzeug sollte ab 1995 auf dem Flugplatz der DLR in Oberpfaffenhofen stationiert werden.
Nach zweieinhalbjähriger Entwicklungszeit erfolgte am 31. März 1995 der Erstflug in Mindelheim mit dem ehemaligen NASA-Testpiloten Einar Enevoldson und Hans-Ludwig Meyer – Cheftestpilot des DLR, gelandet wurde wegen ungünstigen Wetters auf dem Flugplatz Memmingen. Beim 29. Testflug am 4. August 1995 wurde mit einer Höhe von 60.867 ft (18.552 m) ein neuer Höhenrekord für ein mit Kolbenmotoren angetriebenes Flugzeug aufgestellt und damit die 1938 mit einer Caproni Ca.161bis erreichte Höhe von 17.083 m überboten.

## Technik
Zunächst war das Flugzeug für einen Piloten konzipiert. Aufgrund von Sicherheitsüberlegungen kam ein zweiter Pilot hinzu und die Notfall-Einrichtungen wurden überarbeitet. Für Notabstiege aus großen Höhen wurde der Einsatz eines Bremsschirms im Heck erwogen, der eine Sinkrate von 35,56 m/s (7000 ft/min) ermöglicht hätte.
Das Flugzeug wurde weitgehend aus kohlenstofffaserverstärktem Kunststoff gefertigt. Nach Flugleistungsrechnungen wurden Druckpropeller favorisiert, da bei dieser Konfiguration eine ungestörte Anströmung der Tragflächen gewährleistet ist und mehr Raum für die großen 5-Blatt-Verstellpropeller von Mühlbauer zur Verfügung steht. Als Motoren sollten zwei aufgeladene Teledyne-Continental-Motoren zum Einsatz kommen.
Die Wahl fiel auf Ottomotoren, da diese verglichen mit Dieselmotoren und Strahltriebwerken den geringsten spezifischen Luftverbrauch haben. Im Unterschied zu Diesel- und Strahlantrieben verbrauchen Ottomotoren mit ihrem Verbrennungsluftverhältnis λ (Lambda) gleich 1 den gesamten zugeführten Sauerstoff. Diesel- und Turbinenantriebe arbeiten mit Luftüberschuss, wobei Turbinenantriebe in der Regel etwa 70 % des zugeführten Sauerstoffs nicht nutzen können, da sonst die Turbinenschaufeln durch zu hohe Temperaturen beschädigt würden. Für einen Dieselmotor mit einer vergleichbaren Höhenleistung hätten wegen des höheren Luftbedarfs (λ ≈ 1,4) die Verdichter der Lader und die Ladeluftkühler deutlich größer konstruiert werden müssen. Hinzu kommt das bauartbedingte Mehrgewicht von Dieselmotoren. Ein Turbinenantrieb für die projektierte Flughöhe hätte in niedrigeren Höhen stark gedrosselt werden müssen, was die Verwendung von überdimensionierten Triebwerken und Einbußen bei der Effizienz bedeutet hätte.
Um in der großen Einsatzhöhe von bis zu 24 Kilometern die Luftversorgung der Motoren zu gewährleisten, wurde die Luft sowohl mit Turboladern als auch mit je einen Nieder- und Mitteldruckverdichter aus einem Turboprop-Triebwerk Pratt & Whitney PW127 komprimiert. Diese Verdichter mit eigener Antriebsturbine dienen in den Turboprop-Antrieben als Gasgeneratoren für die freilaufende Nutzturbine, die aber in der Strato 2C nicht eingebaut wird, da der erzeugte Gasstrom abgeleitet und den Verdichtern der Turbolader zugeführt wird, die als dritte Laderstufe (Hochdruckverdichter) fungieren. Die Antriebsturbine der Nieder- und Mitteldruckverdichter wird mit den Abgasen der Kolbenmotoren angetrieben, das nach Passieren des Turboladers in die Turbinensektion des PW127 geleitet wird. Die Verdichterleistung wird mittels eines Bypass-Ventils geregelt. Das Abgas wird dann durch ein Auspuffrohr aus der Motorgondel geführt, wobei durch Expansion in 24 km Höhe noch ein Zusatzschub von 12 % des Propellerschubs erzeugt werden kann. Wegen der geringen Luftdichte in der maximalen Einsatzhöhe und wegen des hohen Verdichtungsverhältnisses der Ladeluft von bis zu 1:45 sind in den großen Motorgondeln außer den Antriebs- und Verdichterkomponenten voluminöse Wärmetauscher für die Wasser-, Öl- und Ladeluftkühlung untergebracht. All diese Maßnahmen sollten eine Volldruckhöhe von 24 km und eine Dienstgipfelhöhe von 26 km ermöglichen.
Mit einer Spannweite der Tragflächen von 56,5 Meter und einer sehr hohen Streckung ist es bis heute das größte rein in CFK gefertigte Flugzeug. Die Maschine konnte zwar die geforderten Leistungsdaten bei Boden- wie auch Flugversuchen erfüllen, allerdings stiegen auch die Entwicklungskosten rapide, weswegen die Bundesregierung schließlich aus der Finanzierung ausstieg und Grob das Projekt auf Eis legte.

## Siehe auch

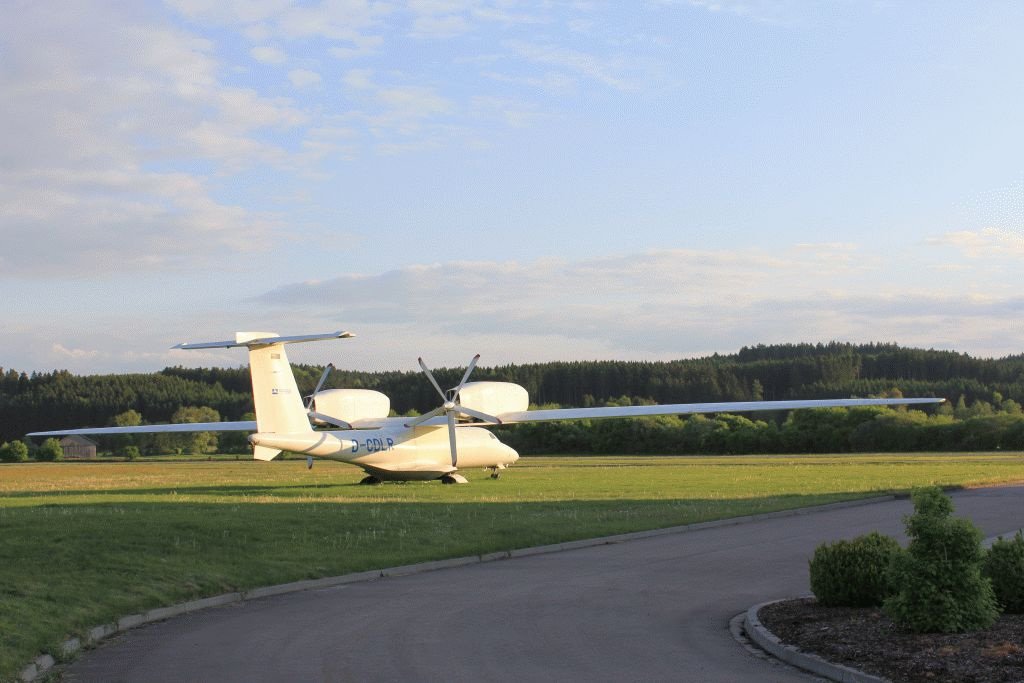
D-CDLR, abgestellt in Mattsies, 2012

## Technische Daten
| Kenngröße                  | Daten |
| -------------------------- | --- |
| Besatzung                  | 2 Piloten / 2 Wissenschaftler |
| Spannweite                 | 56,5 m |
| Höhe                       | 7,50 m |
| Spannweite (Höhenleitwerk) | 10 m |
| Rumpfhöhe                  | 2,23 m |
| Leitwerkshöhe              | 4,50 m |
| Flügelfläche               | 150 m² |
| Flügelstreckung            | 22 |
| Nutzlast                   | 1000 kg |
| Leermasse                  | 6,65 t |
| Startmasse                 | 13,35 t |
| Reisegeschwindigkeit       | 500 km/h |
| max. Einsatzhöhe           | 26 km |
| Dienstgipfelhöhe           | 24 km |
| Flugdauer                  | 48 h in 18 km Höhe, 8 h in 24 km Höhe                                                                                                 |
| Reichweite                 | 18.000 km in 18 km Höhe, 7.000 km in 24 km Höhe                                                                                       |
| Triebwerke                 | 2 × Kolbenmotor Teledyne Continental TSIOL-550 jeweils mit 300 kW, mit dem Gasgenerator (Kompressor und Turbine) des PW127-Triebwerks |